# Kirche der Mutter Gottes, der Königin von Polen (Garbno)
Die Kirche der Mutter Gottes, der Königin von Polen in Garbno (deutsch Lamgarben) ist ein Bauwerk aus der ersten Hälfte des 18. Jahrhunderts. Bis 1945 war sie Gotteshaus des evangelischen Kirchspiels Lamgarben in Ostpreußen. Heute ist sie katholische Pfarrkirche in der polnischen Woiwodschaft Ermland-Masuren.

## Geographische Lage
Garbno liegt am Flüsschen Guber in der nördlichen Mitte der Woiwodschaft Ermland-Masuren. Durch das Dorf verläuft die Woiwodschaftsstraße 592 – ehemalige deutsche Reichsstraße 135 –, die die Städte Bartoszyce (deutsch Bartenstein), Korsze (Korschen) und Kętrzyn (Rastenburg) miteinander verbindet und weiter bis nach Giżycko (Lötzen) führt. Die nächste Bahnstation ist Tołkiny (Tolksdorf) an der Bahnstrecke Białystok–Ełk–Korsze.

## Kirchengebäude

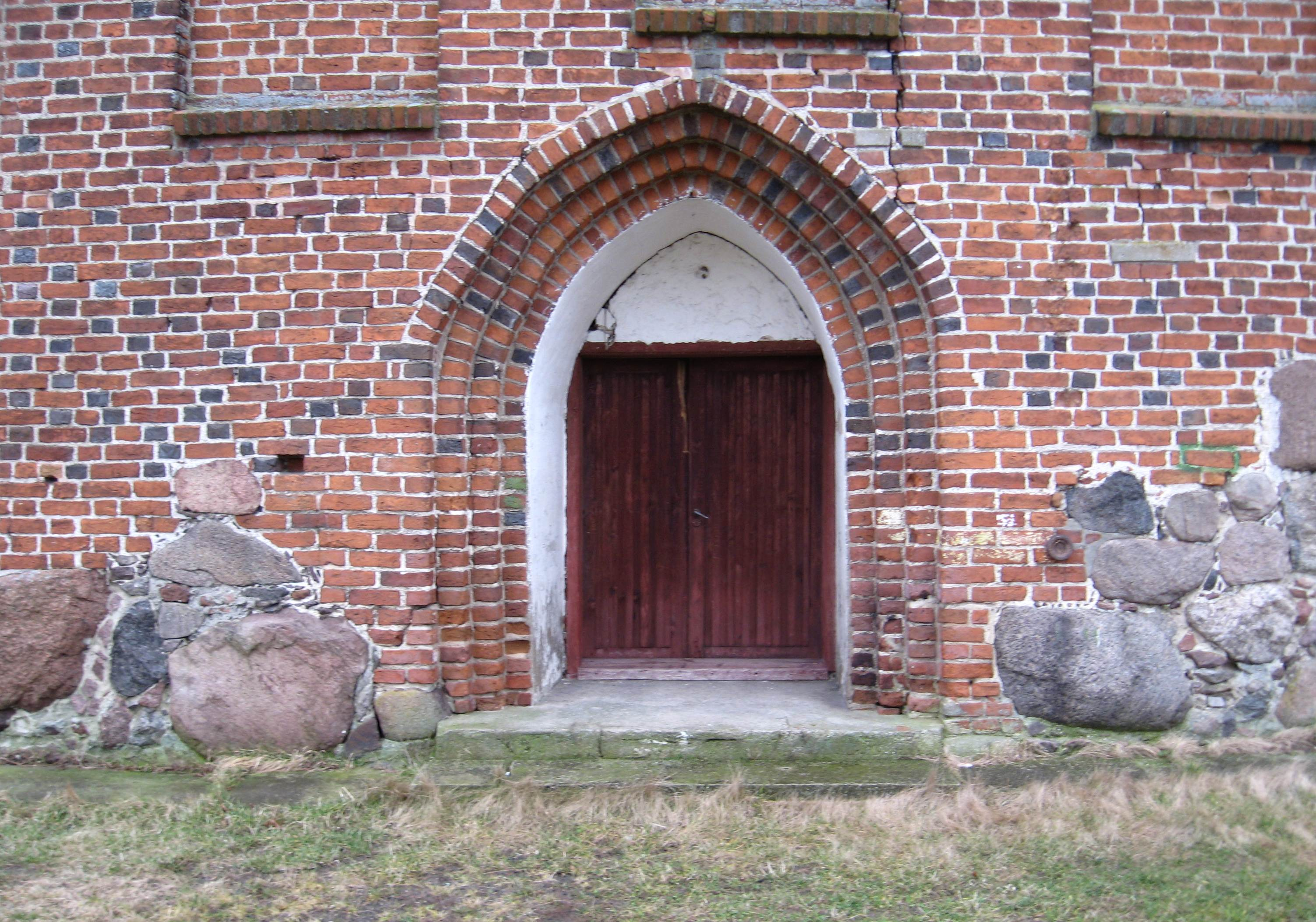
Turmeingangsportal der Kirche Garbno

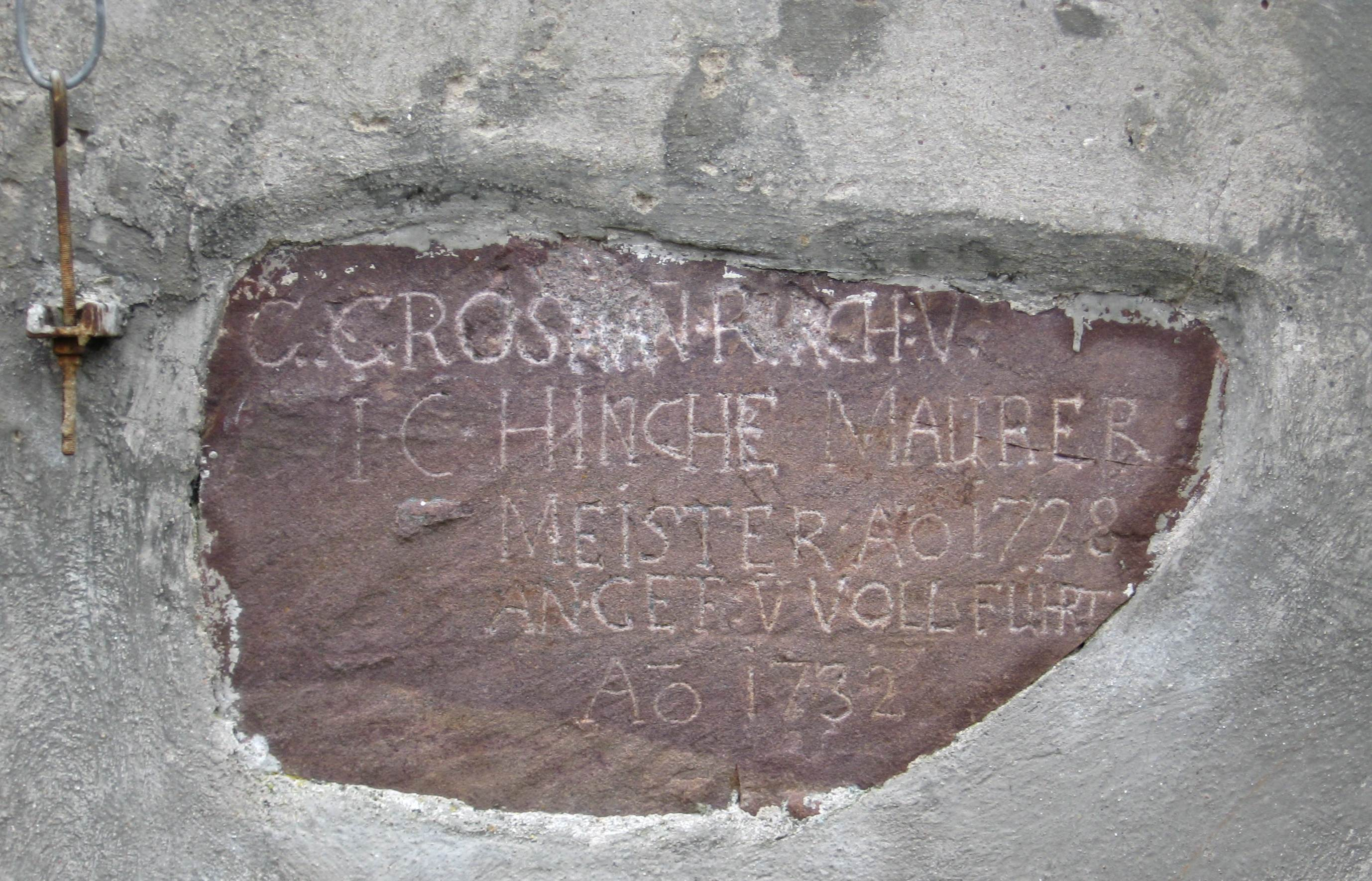
Schrifttafel von 1732 an der Kirchenmauer

Eine erste Kirche gab es in Lamgarben schon Mitte des 14. Jahrhunderts. Davon kündet noch der Turm aus der ersten Hälfte des 15. Jahrhunderts. In den Jahren 1728 bis 1732 wurde das Kirchenschiff durch einen Neubau ersetzt: einen verputzten Saalbau mit abgeschrägten Ecken, den innen 1740 der Tischler Christian Böttcher mit einem Gewölbe abdeckte. 1818 bis 1824 wurde das Gotteshaus grundlegend restauriert, nachdem bei einem Orkan am 17. Januar 1818 der Turm auf das Dachgewölbe gefallen war. Die Reparaturarbeiten leitete der Landbaumeister Felisch.
Die Kircheninnenausstattung bestand damals aus einem Altar, einer reich verzierten Kanzel von 1740, Emporenbrüstungen aus dem zweiten Drittel des 18. Jahrhunderts mit biblischen Darstellungen sowie einem Kruzifix aus Lindenholz aus der Zeit um 1500.
1830 erhielt die Kirche eine Orgel. Wie man erst nachträglich erfuhr, ist in einer „Inventarisationsliste des Etat-Ministeriums“ aus dem Jahre 1785 für Lamgarben ein Orgelneubau bereits im Jahre 1760 notiert, den der Orgelbaumeister Adam Gottlob Casparini vorgenommen hat, ohne dass sich allerdings Einzelheiten über das Instrument finden lassen. Das Geläut der Kirche bestand aus drei Glocken.
Das Langhaus samt seiner Ausstattung wurde im Zweiten Weltkrieg zerstört, die Kirche danach aber wieder aufgebaut und modern eingerichtet. Innen wurde der Raum mit einer hölzernen Trapezdecke überspannt. Im Übrigen wurden Veränderungen entsprechend der veränderten, weil katholischen, Nutzung der Kirche vorgenommen.
Vor der Kirche steht ein Weihwasserbecken aus Granit, das aus dem 15. Jahrhundert stammt.

## Kirchen-/Pfarrgemeinde

### Evangelisch
Die Gründung einer Kirche in Lamgarben erfolgte bereits in vorreformatorischer Zeit. Mit der Einführung der Reformation in Ostpreußen wurde die Gemeinde evangelischer Konfession.

#### Kirchengeschichte
Der Pfarrei Lamgarben in der Inspektion Rastenburg wurden am 11. Juni 1528 die Kirchen Kirche Schönfließ (polnisch Kraskowo) und Tolksdorf (Tołkiny) zugewiesen. Doch bereits 1603 hatten diese beiden Kirchen einen eigenen Pfarrer und wurden selbständige, aber miteinander verbundene Kirchengemeinden. Im 16./17. Jahrhundert amtierten an der Kirche Lamgarben zeitweilig zwei Geistliche gemeinsam.
Das Kirchspiel Lamgarben zählte im Jahre 1925 insgesamt 1850 Gemeindeglieder, die in 20 Dörfern, Ortschaften bzw. Wohnplätzen lebten. Das Kirchenpatronat oblag dem Rittergutsbesitzer von Lamgarben. Bis 1945 gehörte die Kirchengemeinde zum Kirchenkreis Rastenburg in der Kirchenprovinz Ostpreußen der Kirche der Altpreußischen Union.
Flucht und Vertreibung der einheimischen Bevölkerung setzten dem Leben der evangelischen Kirchengemeinde in dem dann Garbno genannten Ort ein Ende. Hier lebende evangelische Einwohner gehören jetzt zur Pfarrei in Kętrzyn in der Diözese Masuren der Evangelisch-Augsburgischen Kirche in Polen.

#### Kirchspielorte
Zum Kirchspiel Lamgarben gehörten bis 1945:
| Name           | Polnischer Name |  | Name                    | Polnischer Name |
| -------------- | --------------- |  | ----------------------- | --------------- |
| Bannaskeim     | Banaszki        |  | Mickelnick              | Stary Mikielnik |
| Borschenen     | Borszyny        |  | Neu Mickelnick          | Nowy Mikielnik  |
| Charlottenhof  |                 |  | * Ober Plehnen, Adlig ~ | Równina Górna   |
| * Dublienen    | Dubliny         |  | Plötnick                | Płutniki        |
| Eberstein      | Dzikowina       |  | * Podlacken             | Podławki        |
| Friedrichsthal | Podgórzyn       |  | Scharfenort             | Ostry Róg       |
| * Godocken     | Gudziki         |  | Schatten                | Szaty           |
| Heinrichshöfen | Gromki          |  | Sdunkeim                | Saduny          |
| * Lamgarben    | Garbno          |  | Unter Plehnen, Adlig ~  | Równina Dolna   |
| Lumienen       | Łominy          |  | Warnikeim               | Warnikajmy      |

#### Pfarrer
Bis 1945 amtierten an der Kirche Lamgarben als evangelische Pfarrer:
- Lucas Gobbel, 1550
- NN., bis 1552
- Crispin Radewald, bis 1567
- N. Holst, 1573
- Abraham Röder, bis 1591
- Martin Prätorius, 1589–1617
- Johann Birth, 1630–1656
- Andreas Heunisch, 1657–1671
- Matthias Musculus, 1663/1670
- Jacob Auschwitz, 1671–1728
- Fabian Kaminski, 1672–1679
- Christoph Bölcke, 1679–1692
- Georg Kelch, 1694–1724
- Matthias Leonhard Northoff, 1725–1738
- Andreas Czernicki, 1738–1784
- Friedrich Wilhelm Mex, 1779–1808
- Johann Ephraim Reichel, 1803–1820
- Johann Gottlieb Rakowski, 1820–1831
- Carl Wilhelm Rhode, 1832–1871[7]
- August Wilhelm Wellmer, 1871–1873
- Paul Richard Großjohann, 1873–1907
- Bruno Gehlhar, 1908–1915
- Ernst Eckermann, 1915–1918
- Adolf Guddas, 1919–1924
- Ernst Segschneider, 1925–1931
- Herbert Braun, 1931–1940
- Friedrich Karl Tielker, 1941–1945

#### Kirchenbücher
Von den Kirchenbuchunterlagen der Pfarre Lamgarben haben sich erhalten und werden im Evangelischen Zentralarchiv in Berlin-Kreuzberg aufbewahrt:
- Taufen: 1738 bis 1944
- Trauungen: 1738 bis 1944
- Begräbnisse: 1738 bis 1944,

teilweise sind auch Namenslisten vorhanden.

### Katholisch
Die vor 1945 wenigen katholischen Einwohner in der Region Lamgarben gehörten zur Pfarrei Heiligelinde (polnisch Święta Lipka) und ab 1905 zur Pfarrgemeinde Rastenburg (polnisch Kętrzyn). Aufgrund des Zuzugs polnischer Neubürger stieg die Zahl der katholischen Kirchenglieder stark an. Das bisher evangelische Gotteshaus wurde nun an die katholische Kirche übereignet. Am 29. Mai 1981 errichtete das Bistum Ermland in Garbno eine eigene Pfarrei. Sie gehört zum Dekanat Kętrzyn I (Südwestregion) im jetzigen Erzbistum Ermland. Der Pfarrei als Filialkirche zugeordnet ist die Kirche der Mutter Gottes vom Tor der Morgenröte in Tołkiny (Tolksdorf), außerdem die Betreuung des Zakład Karny (Gefängnis) in Dubliny (Dublienen).

## Verweise